# Emilio Rentocchini
Emilio Rentocchini (Sassuolo, 1949) è un poeta e scrittore italiano.

## Biografia
Abita nella periferia della sua città natale, Sassuolo. Dopo la laurea in lettere ha insegnato nella scuola media a Roteglia.
La sua opera poetica si è sviluppata soprattutto sul dialetto emiliano, ma, specie nell'ultimo periodo, anche sulla lingua italiana. Ha scritto anche racconti brevi e testi per il teatro.
La sua poesia è considerata «metafisica» ed «epigrammatica». Patrizia Valduga, ha definito Rentocchini il più grande poeta italiano contemporaneo.
Nel 1990 si è aggiudicato il "XIX Premio nazionale Lanciano" di poesia dialettale; nel maggio 1995 il concorso "Detto in Sonetto" promosso dal Salone del Libro di Torino; il premio "Città di Bergamo" e il premio "Carducci"; nel 2016 il "Premio Lerici Pea Paolo Bertolani" per la poesia in dialetto; nel luglio 2019 il "Premio Pierluigi Cappello", sezione "Premio a un libro di poesia nei dialetti e nelle lingue minoritarie"; nel settembre 2020 il "Premio Pascoli di Poesia", sezione "Dialetto".
Gli è stato dedicato il documentario Giorni in prova. Emilio Rentocchini poeta a Sassuolo, regia di Daria Menozzi (Vivo Film, 2006), con musiche di Massimo Zamboni. Vi appaiono i giornalisti Edmondo Berselli e Gianni Mura.

## Opere
- Quèsi d'amòur, Sassuolo, Grafiche Zanichelli, 1986.
- Foi sècch, Venezia, Edizioni del Leone, 1988.
- Otèvi, Sassuolo, Comune di Sassuolo, 1994.[16]
- Segrè, Sassuolo, Incontri, 1998.
- Ottave, Milano, Garzanti, 2001.
- Giorni in prova, Roma, Donzelli, 2005.
- Cespugli, sonetto, su rivista «Il Sassolino», settembre 2006, n. 15 - Speciale Festival Filosofia.
- Del perfetto amore, Roma, Donzelli, 2009.
- In un futuro aprile, tre atti unici per il teatro (Sine vinile - o della musica, La detestata soglia - o della vecchiaia, In un futuro aprile - o della comunità), Sassuolo, Incontri, 2009.
- Stanze di confine, Modena, Edizioni Il Fiorino, 2014.
- Lingua madre, Sassuolo, Incontri, 2016.
- Emilio Rentocchini, Operette, Modena, Il dondolo, 2018. URL consultato il 15 febbraio 2018.
- Come cani alla catena, introduzione di Marco Santagata, Sassuolo, Incontri, 2017, ISBN 978-88-99667-14-6. Con Roberto Alperoli e Alberto Bertoni.
- 44 ottave. Con tre e-mail a Maria Cristina Cabani e una post-illa di Alberto Bertoni, Ro ferrarese, Book, 2019, ISBN 978-88-7232-783-8.
- Malgretú (con Roberto Alperoli, Alberto Bertoni, Francesco Genitoni, Jean Robaey, Elio Tavilla ed Enrico Trebbi), Sassuolo, Incontri, 2022. ISBN 9788899667603
- Lingua madre, Ottave 1994-2019, Prefazione di Giorgio Agamben, Macerata, Quodlibet, 2022, ISBN 978-88-229-0841-4.